# Чёрная (приток Межи)
Чёрная — река в России, протекает в Межевском районе Костромской области. Устье реки находится в 90 км по левому берегу реки Межа. Длина реки составляет 10 км.
Исток реки находится у деревни Колодезная в 5 км к востоку от села Георгиевское. Река течёт на юго-запад параллельно Меже, в среднем течении в междуречье Межи и Чёрной находится деревня Губино. Впадает в Межу в 10 км к югу от Георгиевского.

## Данные водного реестра
По данным государственного водного реестра России относится к Верхневолжскому бассейновому округу, водохозяйственный участок реки — Унжа от истока и до устья, речной подбассейн реки — Бассей притоков Волги ниже Рыбинского водохранилища до впадения Оки. Речной бассейн реки — (Верхняя) Волга до Куйбышевского водохранилища (без бассейна Оки).
По данным геоинформационной системы водохозяйственного районирования территории РФ, подготовленной Федеральным агентством водных ресурсов:
- Код водного объекта в государственном водном реестре — 08010300312110000015709
- Код по гидрологической изученности (ГИ) — 110001570
- Код бассейна — 08.01.03.003
- Номер тома по ГИ — 10
- Выпуск по ГИ — 0